# Adolf Frederik I van Mecklenburg-Schwerin
Adolf Frederik I van Mecklenburg-Schwerin (Schwerin, 15 december 1588 - aldaar, 27 februari 1658) was van 1592 tot 1628 en van 1631 tot aan zijn dood hertog van Mecklenburg-Schwerin. Hij behoorde tot het huis Mecklenburg.

## Levensloop
Adolf Frederik I was de oudste zoon van hertog Johan VII van Mecklenburg-Schwerin en diens echtgenote Sophia, dochter van hertog Adolf van Sleeswijk-Holstein-Gottorp.
Na het overlijden van zijn vader in 1592 werd Adolf Frederik I op amper driejarige leeftijd samen met zijn jongere broer Johan Albrecht II hertog van Mecklenburg-Schwerin. De twee minderjarige jongens werden onder het regentschap van hun oudooms Ulrich (1592-1603) en Karel I (1603-1610) geplaatst, die beiden hertog van Mecklenburg-Güstrow waren. 
In 1610 stierf hertog Karel I van Mecklenburg-Güstrow zonder erfopvolgers na te laten, waarmee het hertogdom Mecklenburg werd herenigd. Adolf Frederik werd vervolgens door de keizer van het Heilige Roomse Rijk volwassen verklaard, in 1611 gevolgd door zijn jongere broer Johan Albrecht II. Vanaf dan regeerden beide broers gezamenlijk over het hertogdom Mecklenburg. In 1621 beslisten Adolf Frederik I en Johan Albrecht II om het hertogdom Mecklenburg onderling te verdelen, waarbij Adolf Frederik I het hertogdom Mecklenburg-Schwerin behield en Johan Albrecht II het hertogdom Mecklenburg-Güstrow kreeg.
Beide broers waren officieel neutraal in de Dertigjarige Oorlog, maar steunden stiekem de protestantse Deense troepen onder leiding van koning Christiaan IV van Denemarken. Nadat het Heilige Roomse Rijk dit ontdekte, vaardigde keizer Ferdinand II in 1628 een decreet uit dat verklaarde dat beide broers van hun hertogdom werden onteigend en dat de beide Mecklenburgse hertogdommen naar de Boheemse keizerlijke legeraanvoerder Albrecht von Wallenstein gingen. In mei 1628 verlieten Adolf Frederik I en Johan Albrecht II onder dwang van Wallenstein hun landerijen. Drie jaar later, in mei 1631, werd Mecklenburg ingenomen door de protestantse Zweedse troepen onder de aanvoering van koning Gustaaf Adolf en werd Albrecht von Wallenstein afgezet als hertog. Vervolgens konden Adolf Frederik I en Johan Albrecht II terugkeren als hertog van Mecklenburg-Schwerin en hertog van Mecklenburg-Güstrow.
In 1634 werd Adolf Frederik na de dood van Ulrich van Denemarken diocesaan administrator van het prinsbisdom Schwerin. Hij bleef dit tot in 1648, toen dit prinsbisdom als gevolg van de Vrede van Westfalen werd geseculariseerd.
In 1658 stierf hij op 69-jarige leeftijd. 

## Huwelijken en nakomelingen
Op 4 september 1622 huwde Adolf Frederik I met Anna Maria (1601-1634), dochter van graaf Enno III van Oost-Friesland. Ze kregen acht kinderen:
- Christiaan Lodewijk I (1623-1692), hertog van Mecklenburg-Schwerin
- Sophia Agnes (1625-1694), abdis in het klooster van Rühn
- Karel (1626-1670), hertog van Mecklenburg-Mirow
- Anna Maria (1627-1669), huwde in 1647 met hertog August van Saksen-Weißenfels
- Johan George (1629-1675), hertog van Mecklenburg-Mirow
- Hedwig (1630-1631)
- Gustaaf Rudolf (1632-1670), huwde met Erdmuthe Sophia, dochter van hertog Frans Hendrik van Saksen-Lauenburg
- Juliana (1633-1634)

Na de dood van zijn eerste echtgenote Anna Maria hertrouwde hij in 1635 met Maria Catharina (1616-1665), dochter van hertog Julius Ernst van Brunswijk-Dannenberg. Ze kregen elf kinderen, waardoor Adolf Frederik de vader was van in totaal 19 kinderen:
- Juliana Sibylla (1636-1709), abdis in het klooster van Rühn
- Frederik (1638-1688), hertog van Mecklenburg-Grabow
- Christina (1639-1681), abdis in het klooster van Gandersheim
- Bernhard Sigismund (1641-1641)
- Augusta (1643-1644)
- Maria Elisabeth (1646-1713), abdis in het klooster van Rühn en het klooster van Gandersheim
- Anna Sophia (1647-1723), huwde in 1677 met hertog Julius Sigismund van Württemberg-Juliusburg
- Adolf Ernst (1650-1651)
- Filips Lodewijk (1652-1655)
- Hendrik Willem (1653-1653)
- Adolf Frederik II (1658-1708), hertog van Mecklenburg-Strelitz